# في يوم من الأيام (سأفهم)
}}

«في يوم من الأيام (سأفهم)» أو «سامداي (آي ويل أندرستاند)» (بالإنجليزية: "Someday (I Will Understand)")‏ هي أغنية للمغنية الأمريكية بريتني سبيرز, صدرت بتاريخ 18 أغسطس, 2005 من أسطوانتها المطولة الأولى بعنوان «بريتني وكيفن: مشوش».
كتبت سبيرز الأغنية قبل أسبوعين من معرفتها بأنها حامل بطفلها الأول, سان بريستون فيديرلاين. وتتحدث الأغنية عن الشعور بالقوة لدى المرأة الحامل. إستقبلت الأغنية نقداً متفاوتاً وقال النقاد عنها أنها قد تؤدي لنزول الدموع, والبعض قال عنها بأنها فاشلة تجارياً, ولكن دخلت سباقات الدنمارك، السويد وسويسرا وعدة دول أوروبية. 
في الفيديو المرافق للأغنية والذي كان ختام برنامج سبيرز لتلفزيون الواقع «بريتني وكيفن: مشوش» والذي صور كامل باللون الأبيض والأسود, تظهر سبيرز كإمراة حامل تصف التغيير في شخصيتها.